# Setopagis
Setopagis – rodzaj ptaków z podrodziny lelków (Caprimulginae) w obrębie rodziny lelkowatych (Caprimulgidae).

## Rozmieszczenie geograficzne
Rodzaj obejmuje gatunki występujące w Ameryce Południowej.

## Morfologia
Długość ciała 19–21 cm; masa ciała 25–46,5 g.

## Systematyka
Rodzaj zdefiniował w 1912 roku amerykański ornitolog Robert Ridgway w artykule poświęconym diagnozie nowych rodzajów amerykańskich ptaków, opublikowanym w czasopiśmie „Proceedings of the Biological Society of Washington”. Gatunkiem typowym jest (oryginalne oznaczenie) lelkowiec szarawy (S. parvula). Wcześniejsza nazwa – Tetroura – którą ukuł w 1843 roku francuski chirurg i zoolog René Lesson, nie była używana przez 50 lat społeczność naukową, wobec czego stanowi nomen oblitum.

### Etymologia
- Tetroura: gr. τετρας tetras ‘cztery’; ουρα oura ‘ogon’[4]. Gatunek typowy (oznaczenie monotypowe): Caprimulgus epicurus Vieillot, 1817 (= Caprimulgus parvulus Gould, 1837).
- Setopagis: gr. σης sēs, σητος sētos ‘ćma’; παγις pagis ‘pułapka’, od παγη pagē ‘sidła’, od πηγνυμι pēgnumi ‘przyklejać’[5].

### Podział systematyczny
Do rodzaju należą następujące gatunki:
- Setopagis heterura Todd, 1915 – lelkowiec płowy
- Setopagis maculosa (Todd, 1920) – lelkowiec gujański
- Setopagis parvula (Gould, 1837) – lelkowiec szarawy